# 世纪金源购物中心

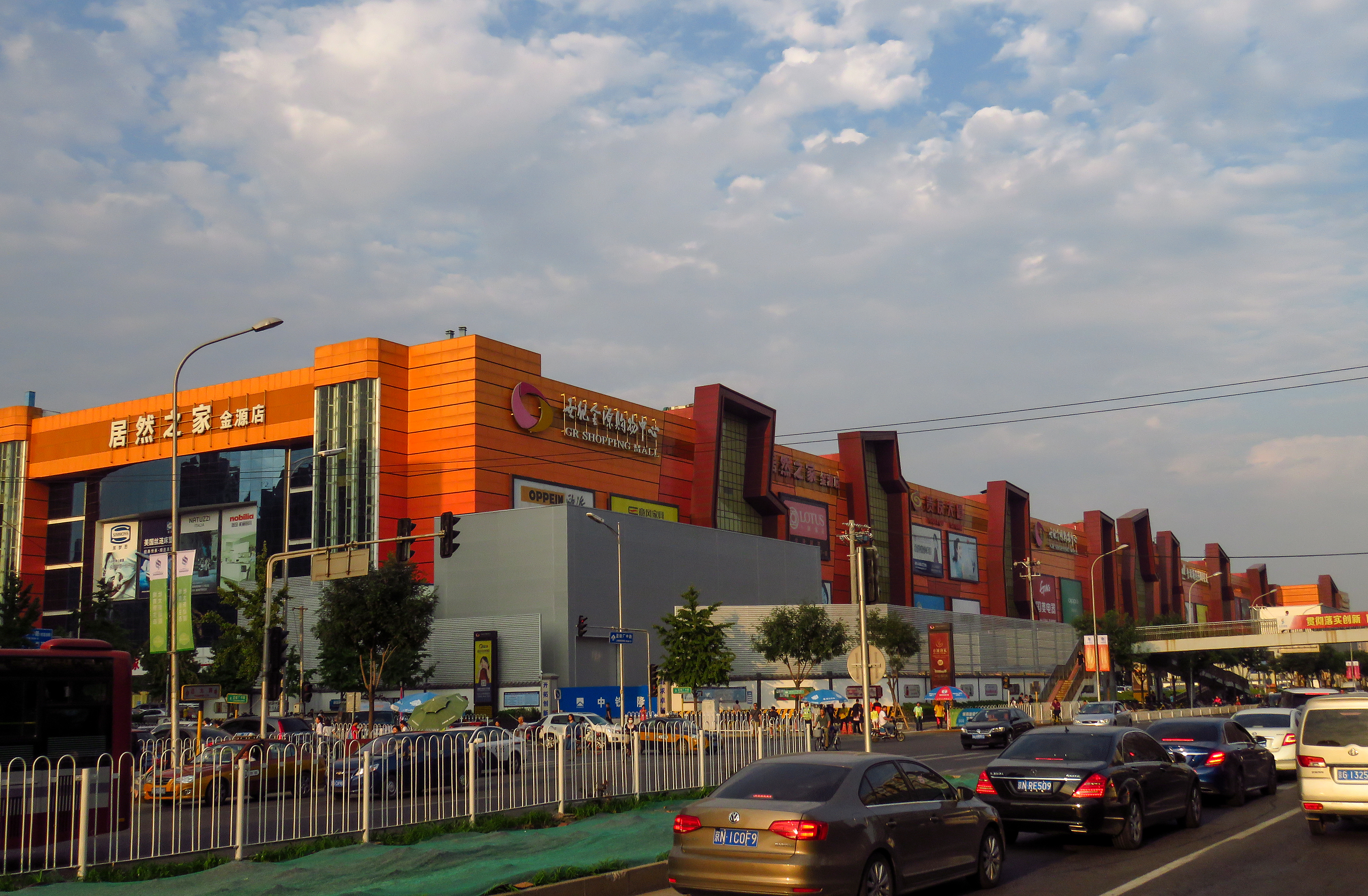
西面，摄于2017年9月；西南角为建造中的北京地铁12号线蓝靛厂站

世纪金源购物中心，又称金源时代购物中心，是位于北京市海淀区曙光街道远大路的一座购物中心，靠近西四环北路，由世纪金源集团拥有。目前是中国大陆毛出租面积第三大的购物中心，仅次于广东东莞的华南MALL和天津的SM天津滨海城市广场。

## 历史
经过20个月的建设，该购物中心于2004年10月20日完工，四天后开张，开业当天的客流量高企，导致其南部唯一的主干道远大路及其与三环相交的苏州桥严重拥堵，消费者在开业初期也难以适应这一业态，SOHO（中国）董事长潘石屹更于当年11月12日回答网友提问时表示“如此大的庞然大物突然出现在北京的一个区域，一定会造成这个区域的交通、人流、环境的不平衡”。《基督科学箴言报》在报道该购物中心开业时，将该购物中心称作“Great Mall of China”。这是由于其总面积十分巨大，达557,419平方米。开业初期，该购物中心采用交叉经营布局，但因当时中国消费者对购物中心的认识仍停留在百货公司的层面而难以吸引客流，2006年改为按照商品大类进行集中布局，2007年首度盈利。
自2004年至2005年，它一直是是世界上最大的购物中心。直到2005年才被广东省东莞市的华南MALL超过。
2012年开通的地铁10号线长春桥站并未与该购物中心通过地下连廊连接。
2018年5月23日，因车位经常被不在该购物中心消费的附近居民长期占用，世纪金源购物中心停车场实行全面收费，正式取消已实行14年的免费停车措施。

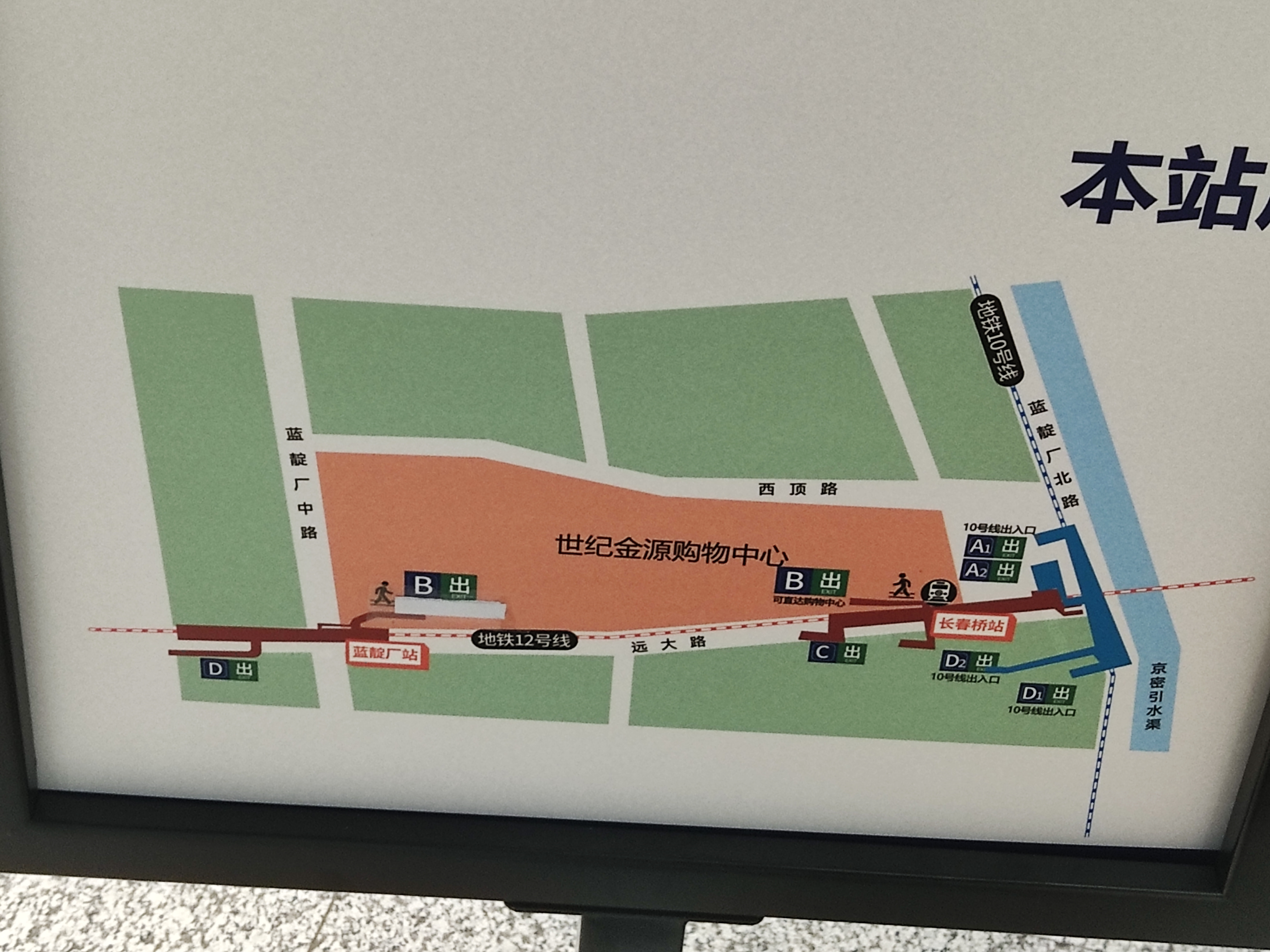
长春桥站站内展示的示意图，显示了蓝靛厂站B口（暂未开放）、长春桥站B口均有通往世纪金源购物中心地下一层的通道

2024年12月15日，北京地铁12号线开通。12号线长春桥站通过B口增加了与世纪金源购物中心连接的地下通道。而12号线位于世纪金源购物中心紧西端的蓝靛厂站虽已设置与世纪金源购物中心连接的地下通道，但因金源西区即将改造而并未启用此通道。
2025年3月，根据先前的安排，世纪金源购物中心将开始分区域分批次实现整体改造，在此期间世纪金源购物中心不会停业，首期改造区为临近蓝靛厂站的项目西区A段。
2025年2月中旬，北京世纪金源购物中心在小红书官号上发布公告，王府井集团亦在上交所发布证券公告，均表示王府井集团所属金源新燕莎、燕莎友谊商城、贵友大厦将自同年4月1日起从世纪金源购物中心退租，届时世纪金源购物中心运转将不受影响。世纪金源购物中心表示已经完成此次调整所涉及商家的租赁换签。根据先前世纪金源购物中心的整体改造安排，这一调整可能在为世纪金源购物中心的整体改造做准备。
2025年4月1日，金源新燕莎、燕莎友谊商城、贵友大厦三个品牌正式终止在世纪金源购物中心的运营，上述三个品牌原本的部分租赁区域也从同日起封闭，进入改造状态；三个品牌在世纪金源购物中心外的招牌也从同日起陆续被吊车撤下。同日起，因世纪金源购物中心改造，北京地铁长春桥站B口与世纪金源购物中心连接的通道临时封闭，后于5月31日恢复开放。部分商家在世纪金源购物中心改造期间陆续退租或被拒约，如北京市境内首家引入舞萌DX的乐酷电玩城。
2025年5月31日，因卜蜂莲花超市与世纪金源购物中心的租约到期，卜蜂莲花超市正式停业，世纪金源购物中心原属于卜蜂莲花的区域也同步进入施工封闭阶段。同年7月15日，因居然之家与世纪金源购物中心的租约到期，世纪金源购物中心西侧的部分区域也进入施工阶段。

## 楼层分布

### B2层
该楼层现为地下停车场，且平时处于暂停开放状态。部分区域亦划定为商业区域，包括金源古玩城、冠军溜冰场等。冠军溜冰场因不明原因已经中止运营。该层由于为漏水高发区，目前该层的经营状况极不稳定，部分区域目前正在施工。

### B1层

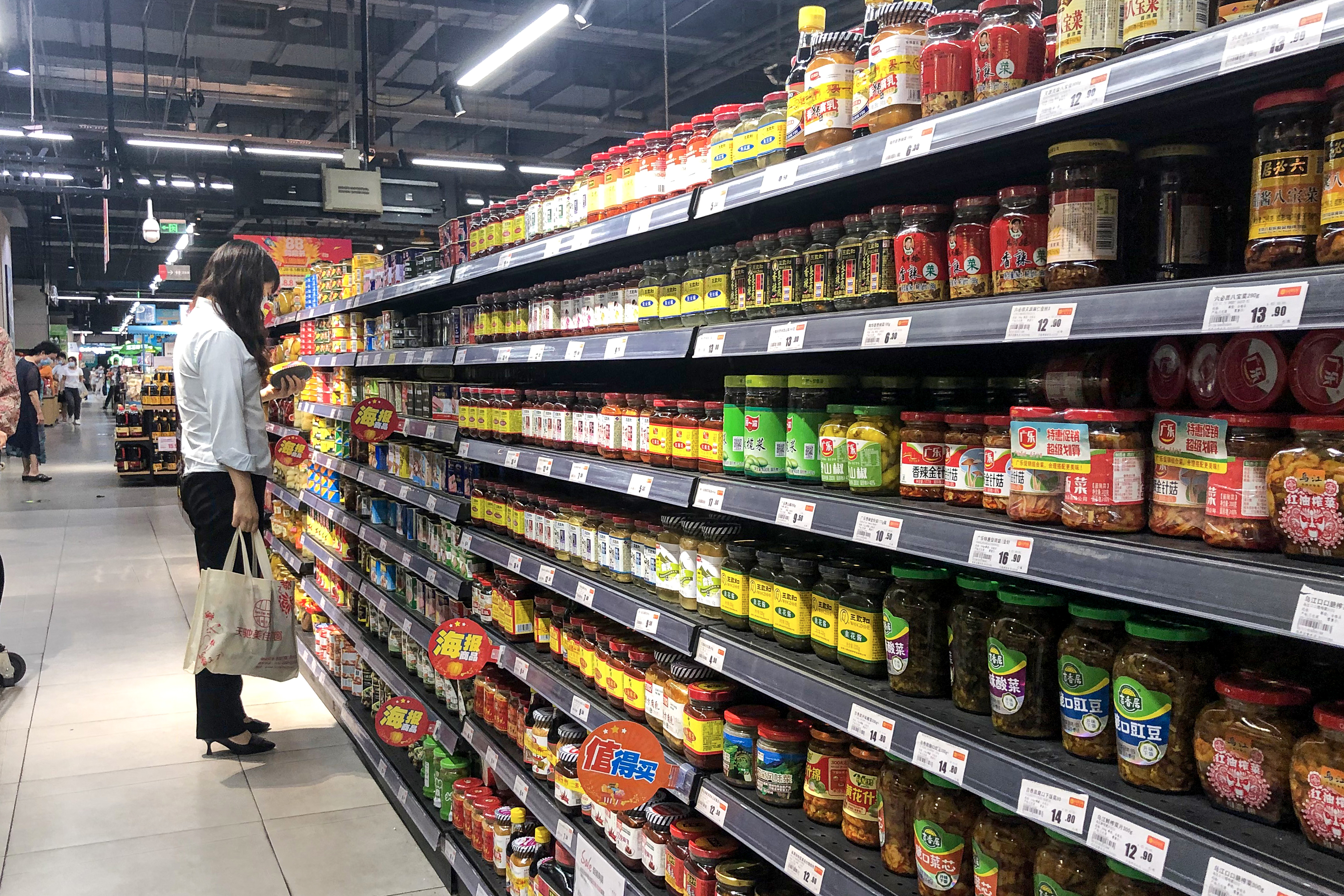
一位顾客正在在卜蜂莲花超市金源店（已于2025年5月31日关闭）选购商品

该层由西向东在2025年以前的分布顺序为：居然之家金源店、卜蜂莲花超市、苏宁电器（原国美电器）、童兜天地、燕莎友谊商城、金源古玩城。在2025年6月完成部分改造后，原居然之家和卜蜂莲花超市区域以停止对外开放并施工。
目前，该层对外开放区域分为童兜天地和运动潮流馆两个分区，均为世纪金源购物中心直营区域。童兜天地区域以青少年娱乐商业项目为主，运动潮流馆以运动潮流服饰或运动用具商业店铺为主。此外，该层东侧设有地下通道，可通达至北京地铁12号线长春桥站B口通道换乘地铁。
除上述区域外，该层中侧设有苏宁电器。

### 1层

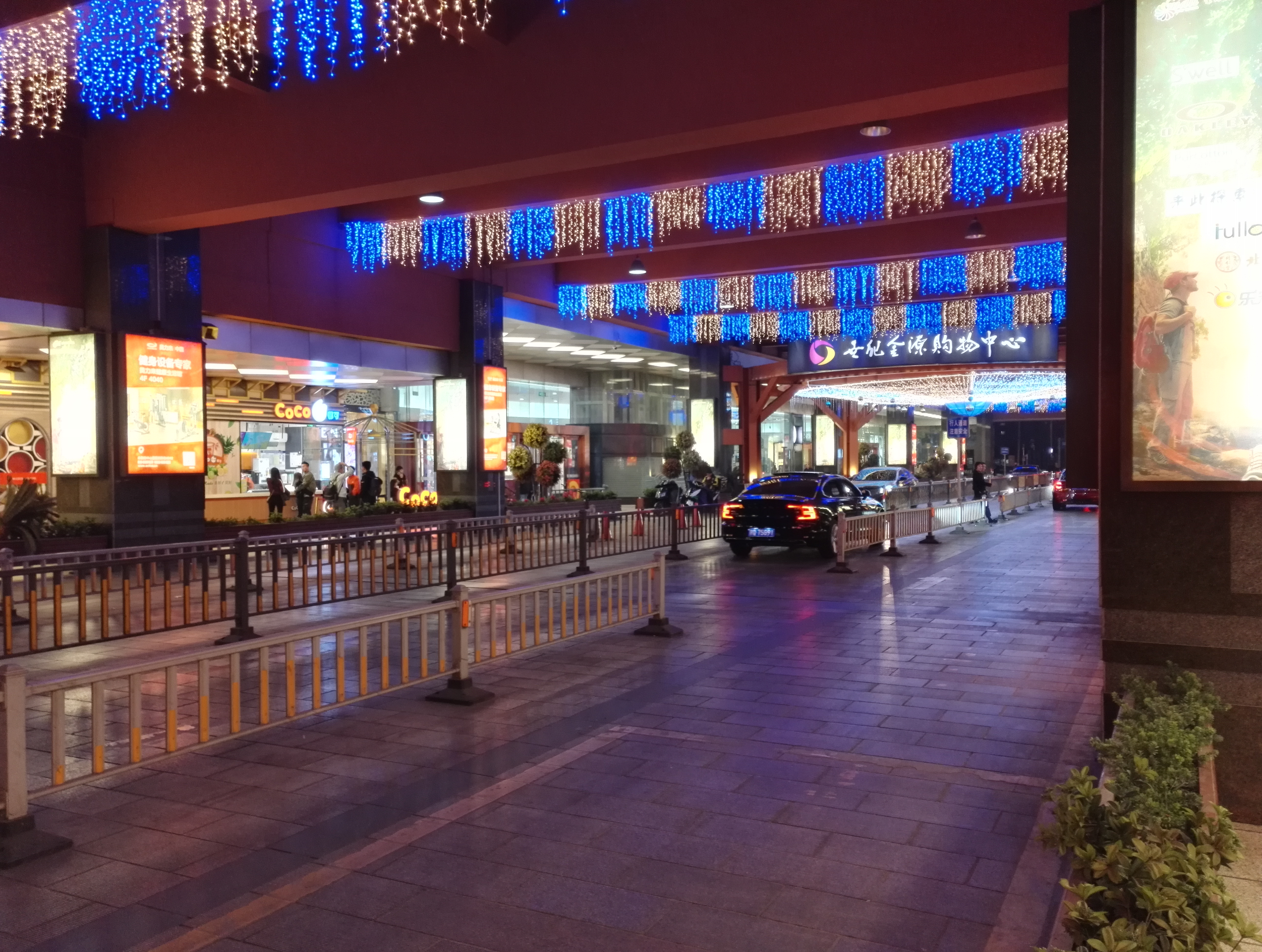
购物中心一层东区和西区之间供机动车南北穿行的公共通道

一层大部分区域目前以奢饰品、精品服饰、化妆品、保健品以及汽车、数码3C产品的销售门店和部分餐饮门店为主。现阶段只有东区对公众开放。
一层西区自2025年4月1日起，原金源新燕莎及贵友大厦所属区域封闭。2025年7月15日，原居然之家区域在其退租后封闭。至此，除少数楼梯间和电梯间等必要设施外，一层西区已全部处于改造封闭状态。

### 2层
二层主要以休闲服饰、男士服装、鞋类等服饰的销售门店为主。布局与三层、四层较为类似。
与一层类似的是，同样受到改造影响，原属于贵友大厦和居然之家的部分区域已处于封闭改造状态。

### 3层
三层主要分布时尚潮流和户外服饰以及女士服装商户。“中国户外服饰第一街”亦设置于此层，该区域设有部分跳高架机关，顾客可尝试在登高架机关附近跳高摸高。
与二层类似的是，居然之家先前退租的区域目前处于封闭改造状态。

### 4层
四层主要分布涉及民生生活各领域的商户（包括但不限于烟酒店、照相馆、电玩城、党群服务中心、花卉店等），同时也包含部分“童兜天地”的青少年商户或配套服务。该区域原属于居然之家的区域目前处于封闭改造状态。

### 1L、2L、3L、4L层
以上楼层分别为1-2层、2-3层、3-4层、4-5层之间的夹层，均分布在整个购物中心的北侧（南侧基本无夹层）。这些夹层均为停车场楼层，顾客可通过缴费驾车的方式进入上述楼层停车，并通过各电梯间和楼梯间进入购物中心正式楼层。

### 5层

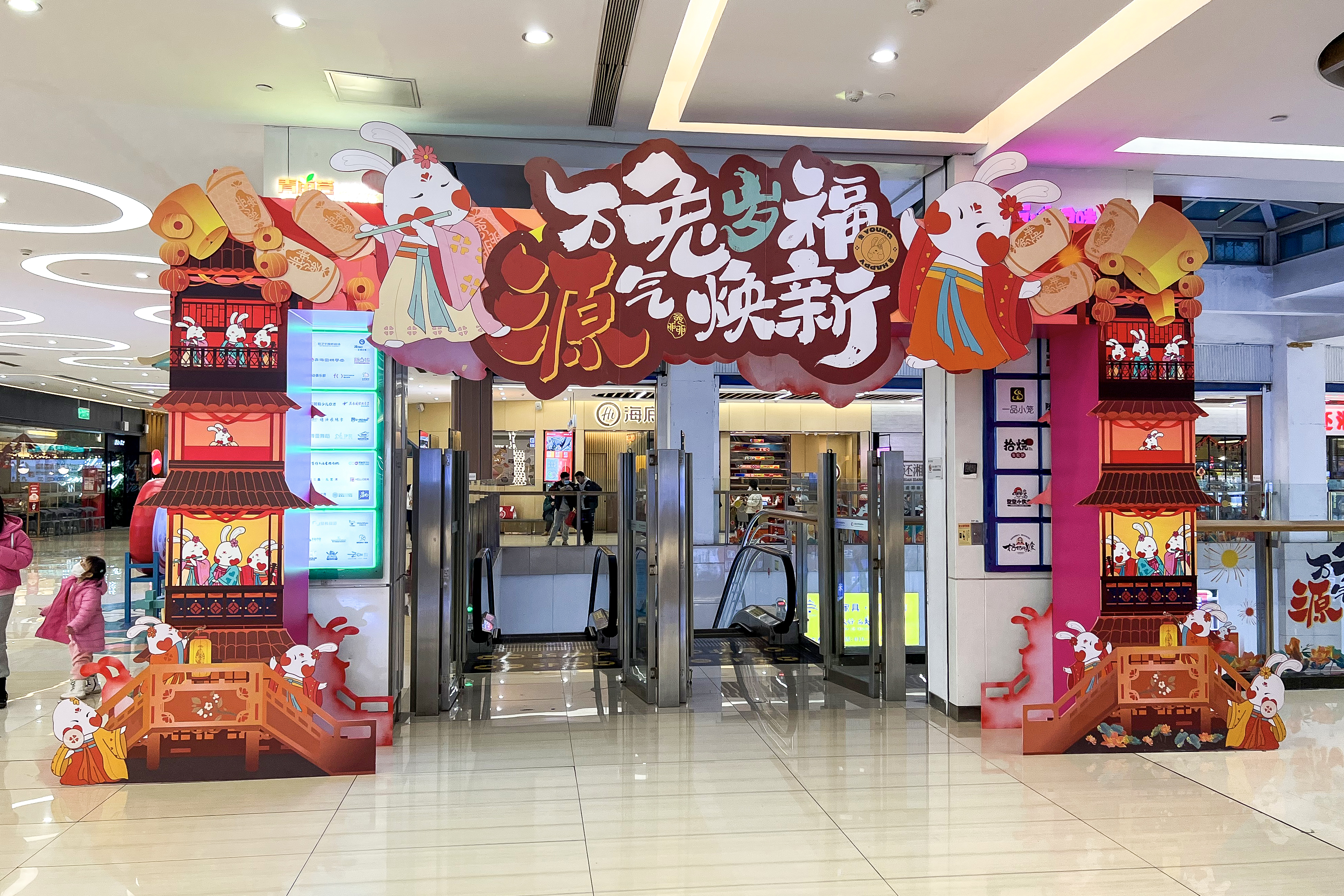
五层西区部分扶梯于2023年年初设置的新春装饰元素
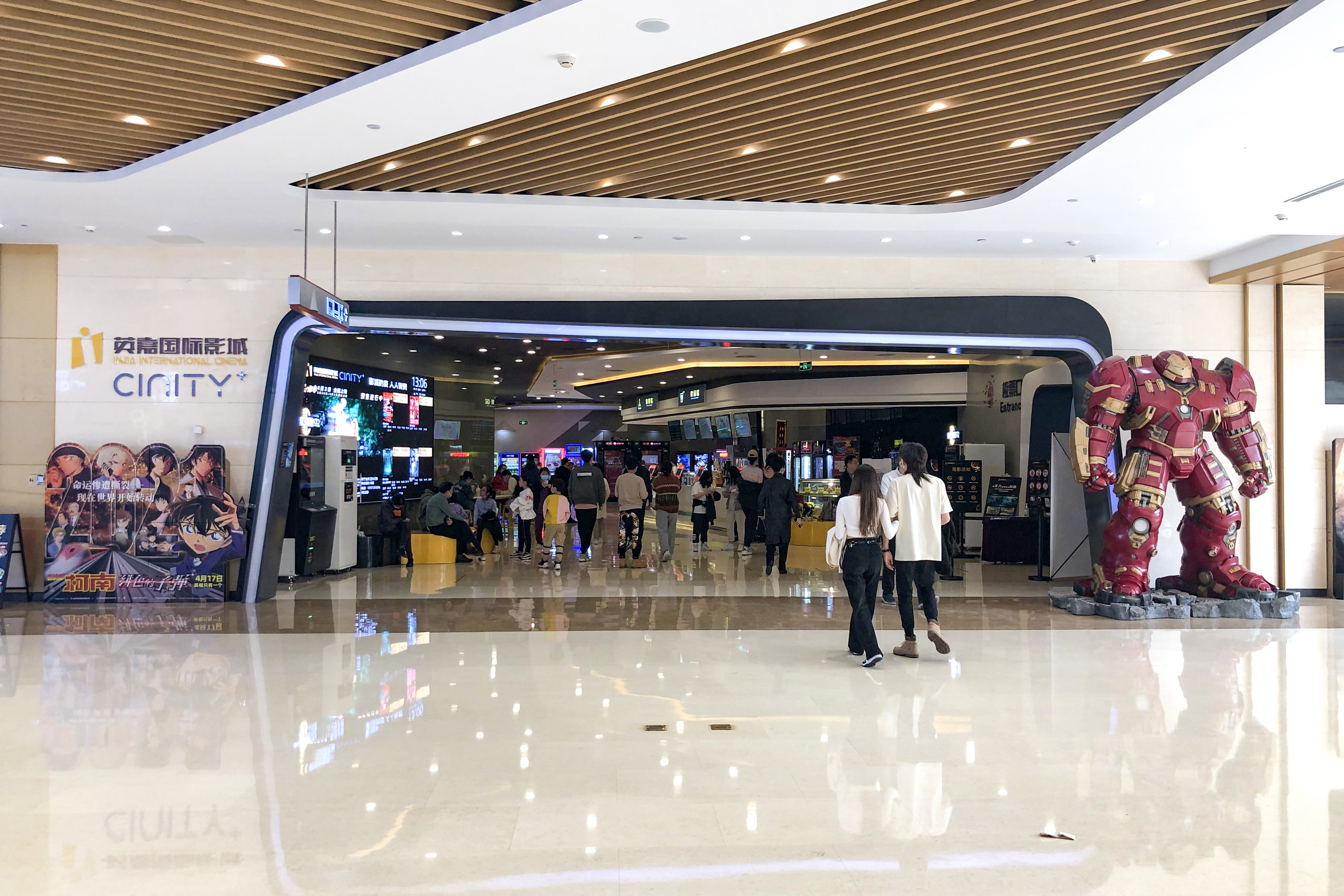
位于五层紧东侧的英嘉国际影城
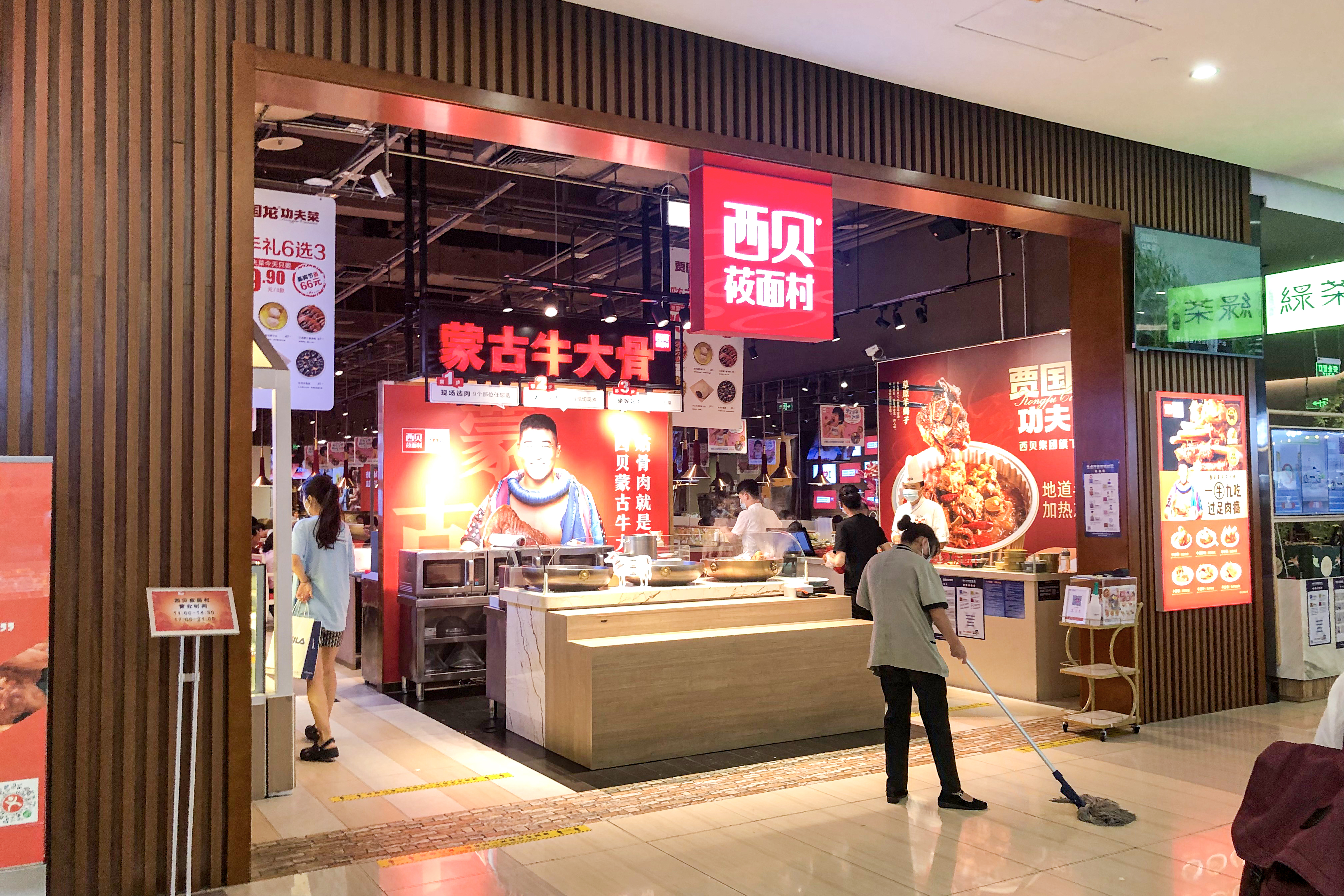
西贝莜面村在世纪金源购物中心的分店
寿司郎在世纪金源购物中心的分店，拍摄时该店正在施工。目前已开业

该层的商铺主要以餐饮为主，但亦部分兼顾电玩城、谷子店等商业生态，这部分商业分区集中在整个五层的西大半部分。另外，五层紧东侧设有英嘉国际影城。
该层也是2025年4月世纪金源购物中心启动逐步改造工程以来，目前为止唯一不因改造影响而出现封闭区域的楼层。

### 5L层
该夹层只布置在购物中心的北侧。主要分布部分教育培训机构或办公机构，可通过购物中心北侧各楼梯间电梯间前往。

### 6层
该层为半开放不完全封闭的区域。设有“青苗荟”等分区，同时包括露天空旷休闲地带。“青苗荟”分区下的商铺租户以教育培训机构为主。另外，该层中间设有健身房和空中花园。空中花园的功能与公园相当。

## 交通

### 公交
距离世纪金源购物中心最近的公交车站为南侧的远大路东口站和东侧的长春桥站，多条北京公交线路（例如921路、33路、425路等）均可到达。

### 地铁

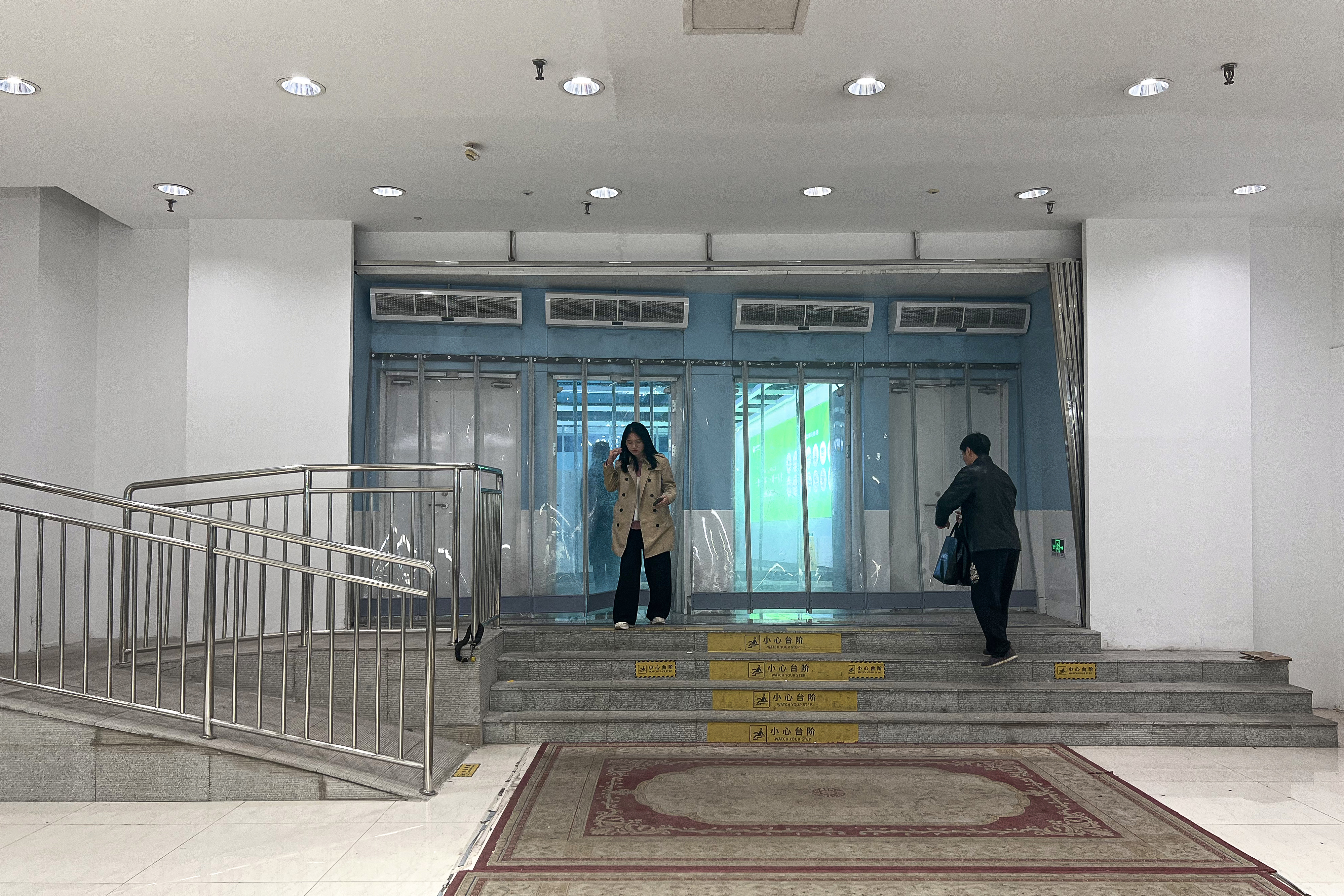
位于B1层东区东南侧的地下通道可换乘至北京地铁长春桥站
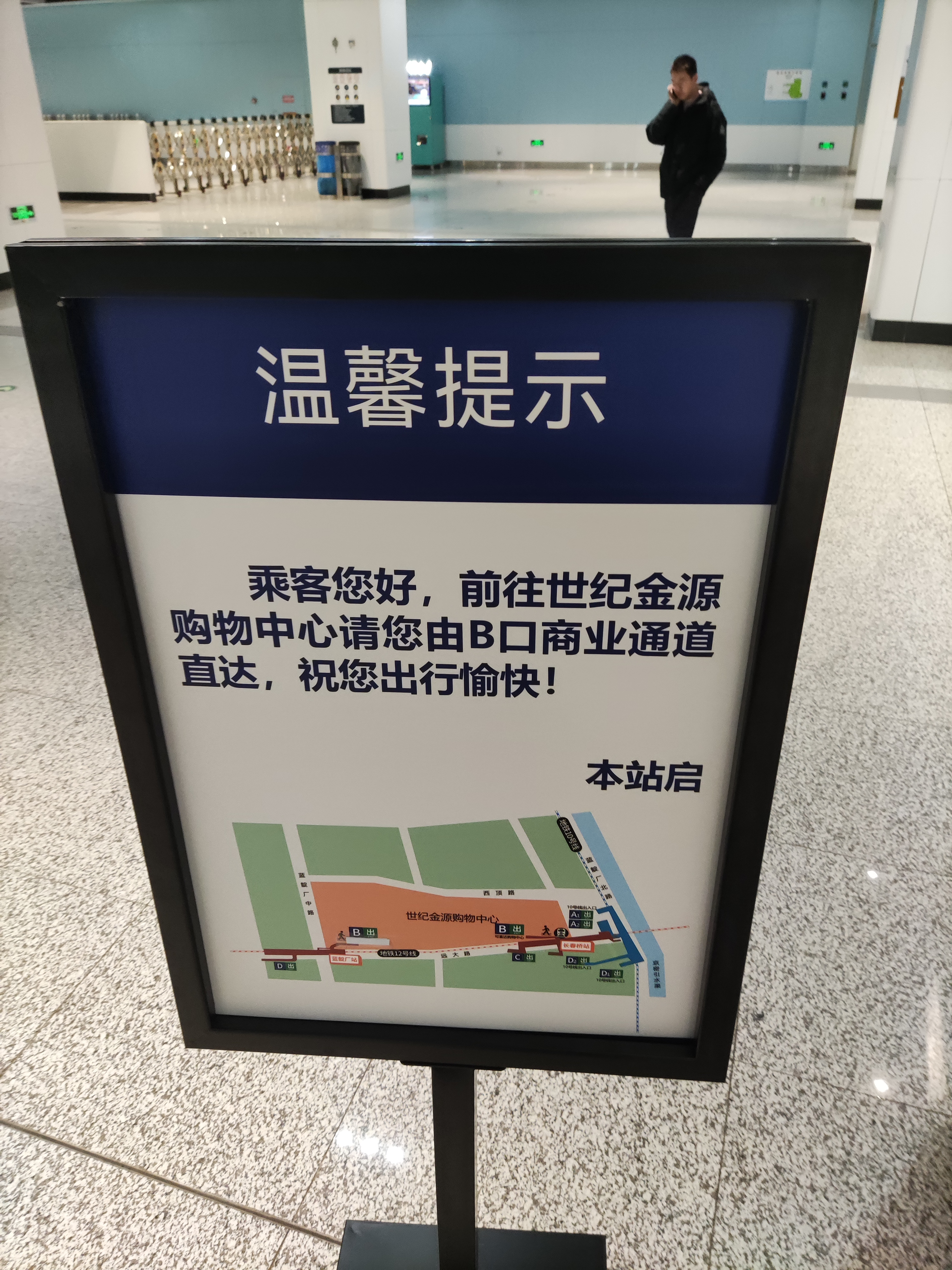
长春桥站关于该站B口的地下通道可通达世纪金源购物中心的告示
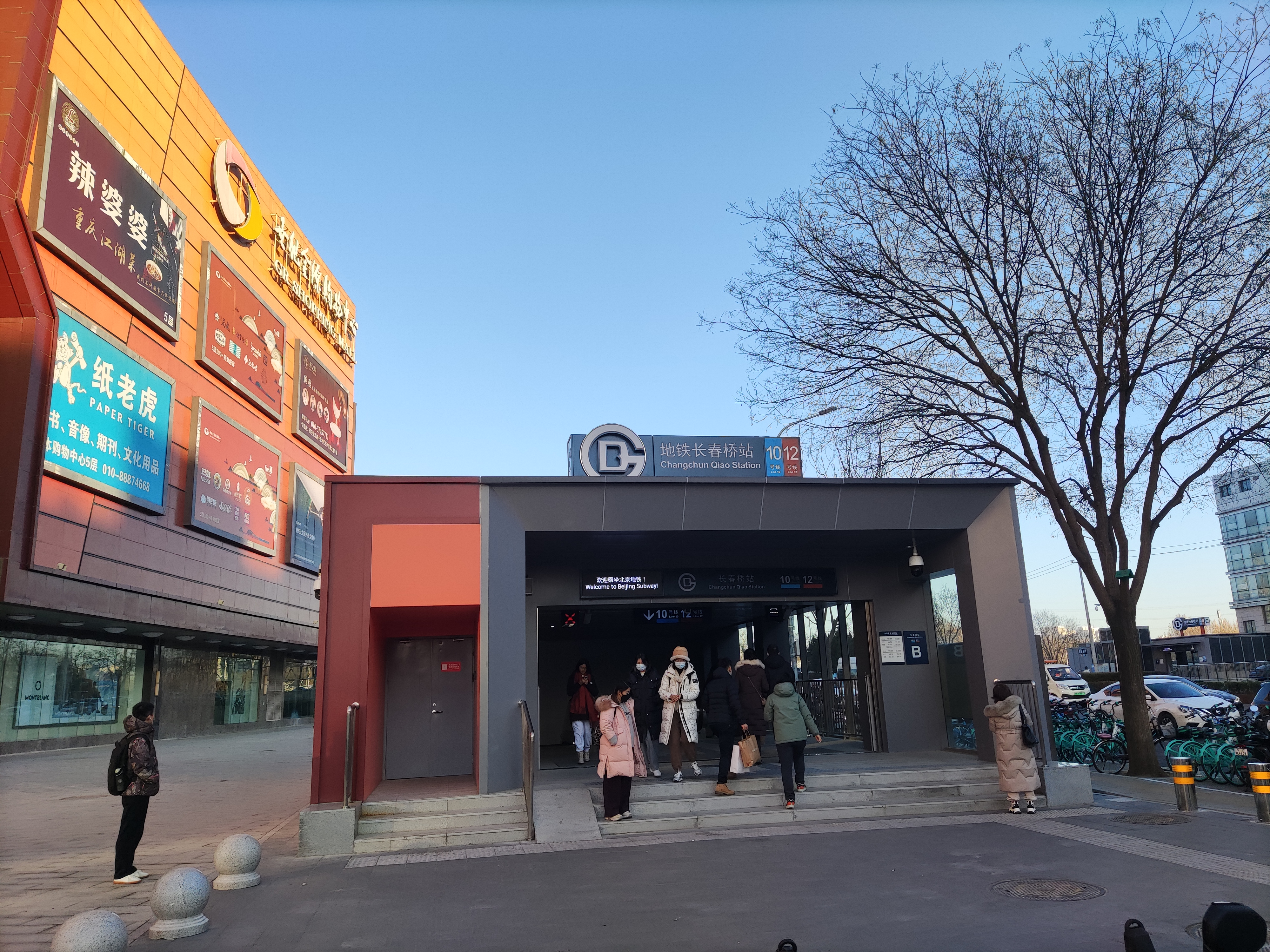
北京地铁长春桥站B口的装饰风格一定程度上借鉴于世纪金源购物中心的外立面

距离世纪金源购物中心最近的地铁站分别为长春桥站和蓝靛厂站。长春桥站可乘坐地铁10号线和12号线，B口的地下通道连接长春桥站和购物中心，促使乘客可在不出地的情况下自由来往购物中心与长春桥站。12号线蓝靛厂站的B口也与世纪金源购物中心的西端相邻，乘客也可从蓝靛厂站B口出站前往购物中心西侧。